# Voriella inconspicua
Voriella inconspicua är en tvåvingeart som först beskrevs av Malloch 1930.  Voriella inconspicua ingår i släktet Voriella och familjen parasitflugor. Inga underarter finns listade i Catalogue of Life.